# Hospitalsskib
Et hospitalsskib er, som navnet antyder, et skib hvis primære funktion er at fungere som et hospital. De fleste hospitalsskibe hører under militær kommando, da deres anvendelse oftest hænger sammen med en krigszone. At skyde på et hospitalsskib er en krigsforbrydelse.

## Haag konventionen
Hospitalsskibe hører under Sektion 10 af Haag Konventionen i 1907.  Artikel fire i sektion 10 i Haag konventionen fastlagde restriktionerne for et hospitalsskib:
- Skibet skal have påmalet store Røde Kors-mærker (eller røde halvmåne), om natten skal disse mærker være belyst
- Skibet skal hjælpe alle sårede uanset nationalitet
- Skibet må ikke bruges til militære formål
- Skibet må ikke hindre krigsskibe i deres bevægelser
- De stridende parter må undersøge alle hospitalsskibe for overtrædelser af de ovenstående restriktioner.

Hvis nogle af ovenstående restriktioner er overtrådt kan skibet udpeges som et fjendtligt krigsskib og legalt sænkes. Men bevidst at skyde på et hospitalsskib der følger de ovenstående restriktioner er en krigsforbrydelse.

## Historie
Den 8. december 1798, blev det ukampdygtige linjeskib HMS Victory konverteret til et hospitalsskib til at behandle spanske og franske krigsfanger. Et andet tidligt eksempel på et hospitalsskib var USS Red Rover i 1860'erne, som hjalp sårede soldater fra begge sider af den amerikanske borgerkrig. Det var den japanske observation af det russiske hospitalsskib Orel, som førte korrekt lysføring, som førte til slaget ved Tsushima under den russisk-japanske krig. Orel blev taget af japanerne som et krigsbytte efter søslaget. Under 1. og 2. verdenskrig blev adskillige Oceanlinere ombygget til hospitalsskibe. RMS Aquitania og HMHS Britannic er to eksempler på skibe der blev konverteret.
Det sidste britiske kongeskib, HMY Britannia, var bygget på en måde således det nemt kunne ombygges til et hospitalsskib på samme måde som danske kongeskib Dannebrog. USNS Mercy og USNS Comfort er hospitalsskibe i US Navy og er de største eksisterende hospitalsskibe. Begge skibe er konverterede tankskibe.
Marinha do Brasil har adskillige hospitalsskibe i tjeneste på Amazonfloden og dens bifloder. Den brasilianske flåde har opbygget et omfattende system af små lavbundede hospitalsskibe, der kan tilbyde basal lægehjælp langt inde i den brasilianske regnskov.

## Juridisk
Moderne hospitalskibe har påmalet store røde kors eller røde halvmåner for at tydeliggøre deres juridiske beskyttelse under Genevekonventionens krigslove. I 1945 foretog Royal Air Force et angreb på det tyske hospitalsskib SS Deutschland og mange mennesker mistede livet. Det spekuleres i om skibet var korrekt mærket som et hospitalsskib. Selv ordentligt afmærkede skibe er dog ikke sikre. De store røde kors stoppede ikke en japansk ubåds sænkning af det australske hospitalsskib AHS Centaur den 14. maj 1943 ud for Queensland. Det tyske hospitalsskib Tübingen blev sænket af britiske jagerfly ud for Istrien den 18. november 1944. Det japanske hospitalsskib Buenosuairesu-maru den 26. november 1943 under et luftangreb.
Nogle hospitalsskibe, såsom SS Hope hører under private organisationer og hører ikke under nogen flåde.
Det britiske Royal Fleet Auxiliarys skib RFA Argus vil kunne karakteriseret som et hospitalsskib, men da det er bevæbnet kan det ikke falde under denne kategori, det er derfor benævnt som et modtagelsesskib for sårede.

## Eksterne links
- Australian War Memorial – Sinking of the Centaur Arkiveret 21. november 2008 hos  Wayback Machine